# Карибская черепаха
Карибская черепаха (лат. Kinosternon angustipons) — вид иловых черепах.
Эндемик Центральной Америки. Населяет  мелкие болота, и водоемы с гладким дном и умеренным течением Коста-Рики, Никарагуа и Панамы.
Самка больше самца, её размер составляет около 12 сантиметров. Панцирь гладкий, верхняя сторона тела серого или коричневого цвета, низ шеи окрашен в жёлто-кремовый оттенок.
Размножение происходит 2 раза в год, самка откладывает до четырёх яиц.